# ایان فایت
ایان فایت (انگلیسی: Iain Fyfe؛ زادهٔ ۳ آوریل ۱۹۸۲) یک بازیکن فوتبال، و ورزشکار اهل استرالیا است.
از باشگاه‌هایی که در آن بازی کرده‌است می‌توان به باشگاه فوتبال سیدنی، بوسان ای‌پارک، و باشگاه فوتبال آدلاید یونایتد اشاره کرد.